# Бычкообразные
Бычкообразные (лат. Gobiiformes) — отряд лучепёрых рыб (actenopterygii), в который входят бычки и их родственники. Отряд, который ранее считался подотрядом окунеобразных, состоит примерно из 2211 видов, которые делятся на семь семейств. Филогенетические отношения Gobiiformes были выяснены с использованием молекулярных данных. Бычковообразные — это в основном мелкие виды, обитающие в морской воде, но примерно 10 % этих видов обитают в пресной воде. Этот отряд состоит в основном из донных или роющих видов; как и у многих других донных рыб, у большинства бычковых нет газового пузыря или каких-либо других средств контроля их плавучести в воде, поэтому они должны проводить большую часть своего времени на дне или вблизи него. Gobiiformes означает «бычкообразный».

## Описание
К отряду относятся в основном придонные рыбы мелких размеров. К gobiiformes относится и самая мелкая лучепёрая рыба — бычок пандака пигмея (pandaka pygmaea), длина которой около 8 миллиметров, а вес — меньше 1 миллиграмма. Грудные плавники у представителей отряда короткие, жаберная крышка некрупная. Спинной плавник длинный, хвостовой обычно маленький, а у некоторых видов и вовсе отсутствует. Окраска разнообразная, обычно яркая, у большинства имеются разноцветные пятна или полосы.

### Ареал
Ареал бычкообразных включает тёплые и умеренные воды Тихого, Индийского и Атлантического океанов, встречаются также в Средиземном, Чёрном и Красном морях. Распространение охватывает коралловые рифы, заросли водорослей и каменистые участки моря, отдельные виды разводят в морских аквариумах.

## Классификация
Отряд включает 9 семейств:
- Eleotridae (Bonaparte, 1835) — элеотровые;
- Gobiidae (Cuvier, 1816) — бычковые;
- Kraemeriidae (Whitley, 1935) — кремериевые;
- Microdesmidae (Regan, 1912) — микродесмовые, или червевидные бычки;
- Odontobutidae (Hoese & Gill, 1993) — одонтобутовые;
- Rhyacichthyidae (Jordan, 1905) — риацихтиевые;
- Shindleriidae (Giltay, 1934) — шиндлериевые;
- Thalasseleotrididae (Gill & Mool, 2012);
- Xenisthmidae (Miller, 1973) — ксенистмовые.